# Eucalyptus brevirostris
Eucalyptus brevirostris är en myrtenväxtart som beskrevs av William Faris Blakely. Eucalyptus brevirostris ingår i släktet Eucalyptus och familjen myrtenväxter. Inga underarter finns listade i Catalogue of Life.